# Vespasiano Genuino
Vespasiano Genuino (Gallipoli, 25 settembre 1552 – maggio 1637) è stato uno scultore e monaco cristiano italiano.

## Biografia
Oltre ad essere scultore e intagliatore, fu anche un frate facente parte dei teatini. I suoi genitori furono Sebastiano, proveniente da una famiglia originaria di Napoli, e Antonia Scrascia. Le notizie biografiche sono molto lacunose e sono note solo opere in legno. Nel 1584 divenne decurione di Gallipoli e nel 1597 sposò Giulietta D'Aci, da cui nacquero cinque figli fra i quali Giovanni Bernardino che diventerà in seguito un teatino e architetto della Basilica Concattedrale di Sant'Agata di Gallipoli.
La prima opera dell'architetto è il fonte battesimale scolpito nel 1588 per la Basilica Cattedrale di Sant'Agata di Gallipoli. Il committente fu il vescovo della città, lo spagnolo Sebastiano Quintero Ortis. Il fonte è attualmente custodito nella chiesa di Santa Maria della Lizza ad Alezio. Nel 1500, il Genuino lavorò soprattutto a  Lecce. Sono datati il Crocifisso e i rilievi del soffitto dell'Immacolata e la Trinità che incorona la Vergine per la chiesa di Santa Maria delle Grazie.

### Il malladrone

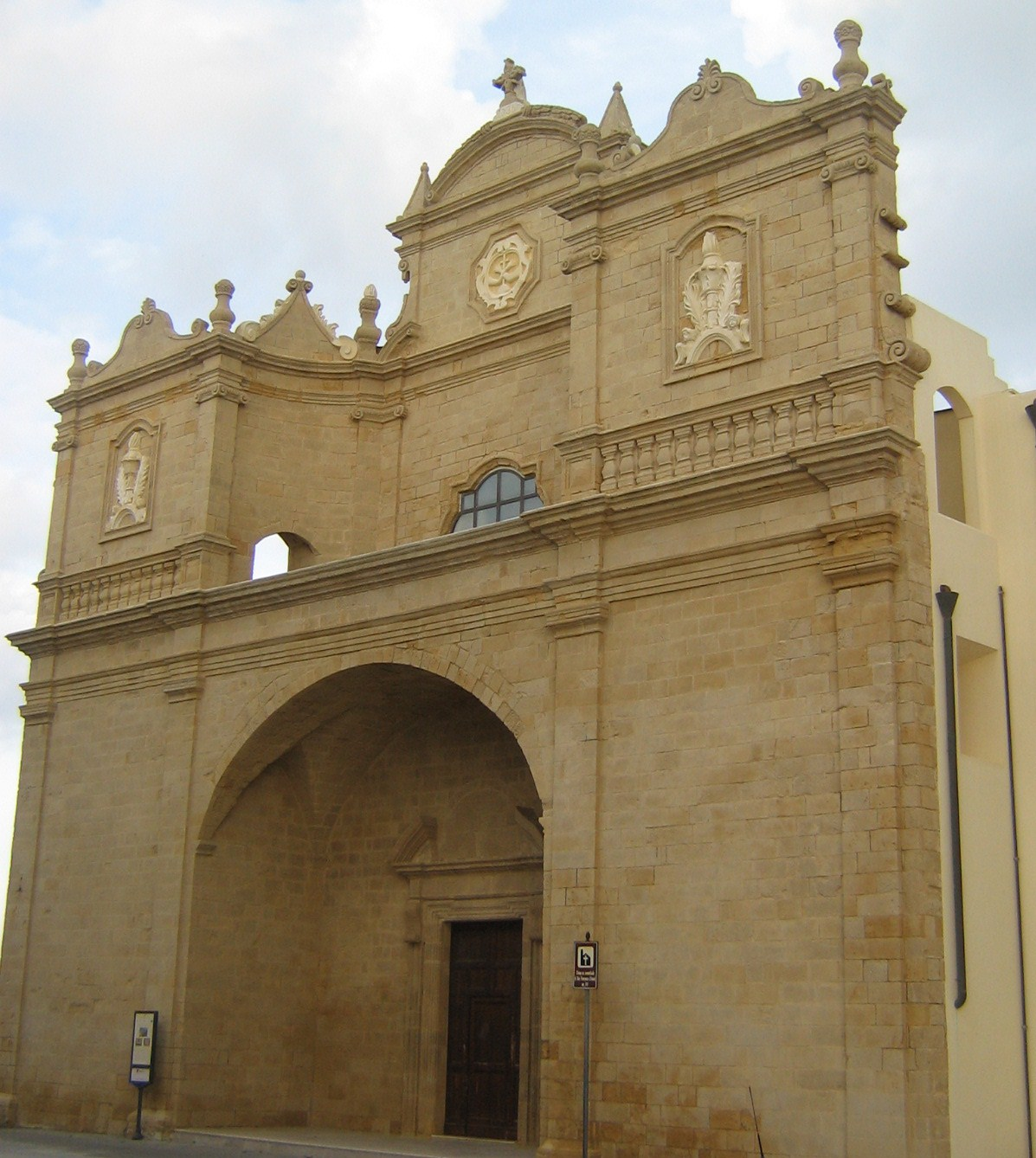
Chiesa in cui è custodita la statua del "Malladrone"

È opera dello stesso scultore, il "Malladrone", una statua lignea raffigurante un uomo che non si pentì dei suoi misfatti davanti a Gesù Cristo; è diventata ormai famosa in tutto il mondo, divenendo una delle meraviglie di Gallipoli.
La statua fu ammirata dal poeta Gabriele D'Annunzio, che approdato nel Porto di Gallipoli nel 28 luglio 1895, si recò nella Chiesa di San Francesco D'Assisi, a Gallipoli, dove tuttora la custodisce. Egli scrisse così sul suo diario:
Gli abitanti dell'isola di Gallipoli narrarono al poeta numerose leggende riguardo al "Malladrone": per esempio si dice che i vestiti di quest'ultimo sono sempre strappati, anche se cambiati 1000 volte al giorno. Fu definito da Gabriele D'Annunzio con l'ossimoro orrida bellezza.